# St. Johannes der Täufer (Bühren)
St. Johannes der Täufer im Kirchdorf Bühren im niedersächsischen Landkreis Cloppenburg ist eine römisch-katholische Filialkirche der Pfarrei St. Laurentius (Langförden). Sie steht unter dem Patrozinium des Johannes des Täufers und gehört zum Dekanat Vechta im Bistum Münster. Das Gotteshaus ist eine geostete Kreuzkirche im neugotischen Stil und bietet 450 Gläubigen Platz. Es ist unter der ID 34751052 in die Liste der Baudenkmale in Emstek eingetragen.

## Geschichte
Bereits im Mittelalter stand in Bühren eine Kapelle, die nach dem Dreißigjährigen Krieg völlig zerstört war. Der Kapellenneubau wurde 1672 auf Veranlassung des Fürstbischofs Christoph Bernhard von Galen begonnen. Die Gottesdienste feierte der Pfarrer von Emstek ab 1682 dort siebenmal pro Jahr und ab 1763 regelmäßig an Sonn- und Feiertagen. 1891 entstand aus dem Seelsorgebezirk Bühren eine Kapellengemeinde mit einem eigenen Geistlichen.

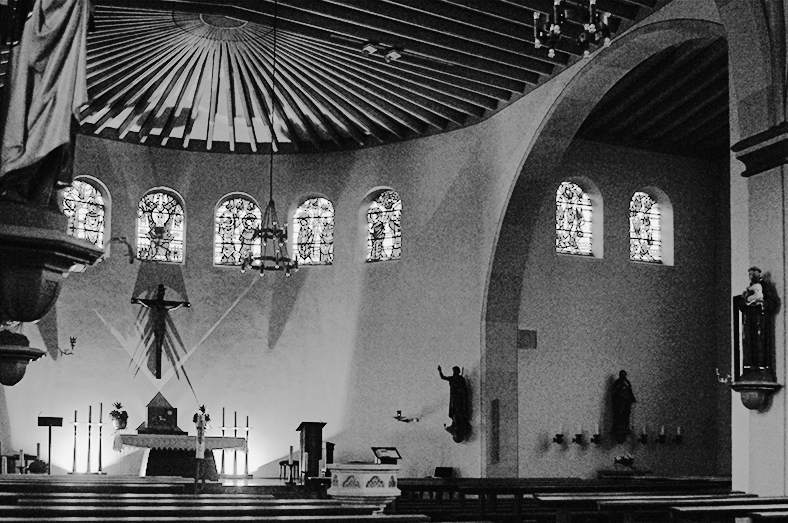
Innenraum der kath. Kirche St. Johannes der Täufer in Bühren

Die vom Architekten Heinrich Wege (Oldenburg) entworfene Kirche wurde 1894 in Bühren gebaut und durch Emsteks Pfarrer Anton Wempe eingeweiht. Das Gebäude ist ein Backsteinbau mit Westturm und Querhaus. Am 1. April 1923 erfolgte die Abpfarrung von der Mutterkirche Emstek, und St. Johannes der Täufer wurde eine eigenständige Pfarrgemeinde und dem Dekanat Vechta zugeteilt. Im Rahmen einer grundlegenden Renovierung und Umgestaltung erweiterte Ludger Sunder-Plaßmann (Münster) die Kirche 1960.
Durch Fusion entstand aus den Pfarreien Bühren und Langförden am 21. November 2010 die neue Kirchengemeinde St. Laurentius (Langförden). Am 1. Januar 2024 schlossen sich die katholischen Gemeinden in Bakum, Goldenstedt, Langförden, Vechta, Visbek und Wildeshausen zusammen zum Katholischen Kirchenverband „Pastoraler Raum Vechta“ mit Sitz in Vechta.

## Glocken
Im 35 m hohen Kirchturm von St. Johannes der Täufer hängen die folgenden drei Bronzeglocken.
- Glocke 1: Schlagton: c2; Ǿ 75 cm; Gießerei: Petit & Edelbrock (Gescher); Gussjahr: 1894
- Glocke 2: Schlagton: d2; Gießerei: Feldmann & Marschel (Münster); Gussjahr: 1952
- Glocke 3: Schlagton: a1; Gießerei: Feldmann & Marschel (Münster); Gussjahr: 1958[4]

## Orgel

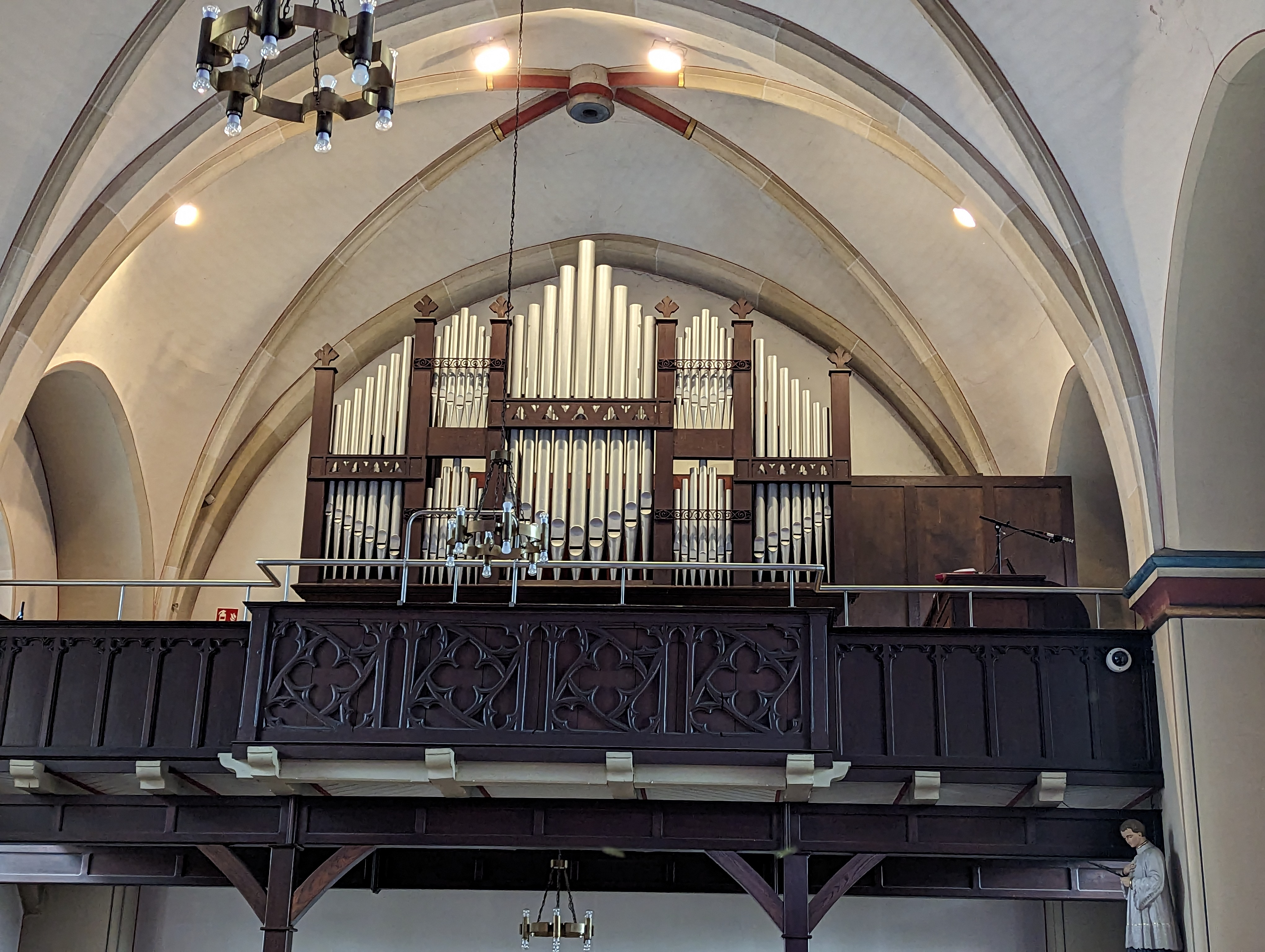
Orgel (2023)

Für St. Johannes der Täufer baute Johann Bernhard Kröger (Goldenstedt) 1849 die erste Kirchenorgel (I+P/9), Bernhard Josef Kröger (Vechta) 1900 die zweite Orgel (II+P/13) und Carl Haupt (Osnabrück) 1932 die aktuelle Orgel (II+P/18). Durch die Firma Alfred Führer (Wilhelmshaven) erfolgte 1978 eine Reinigung und 1995 eine Restaurierung des Instruments. Martin Cladders (Badbergen) führte 2009 eine erneute Reinigung durch.
Die Kegelladen-Orgel von 1932 hat 18 Register und besitzt ein Hauptwerk (C - g3), ein Schwellwerk (C - g3) sowie ein Pedal (C - f1) und zahlreiche Spielhilfen. Die Traktur ist pneumatisch.